# Enderttor

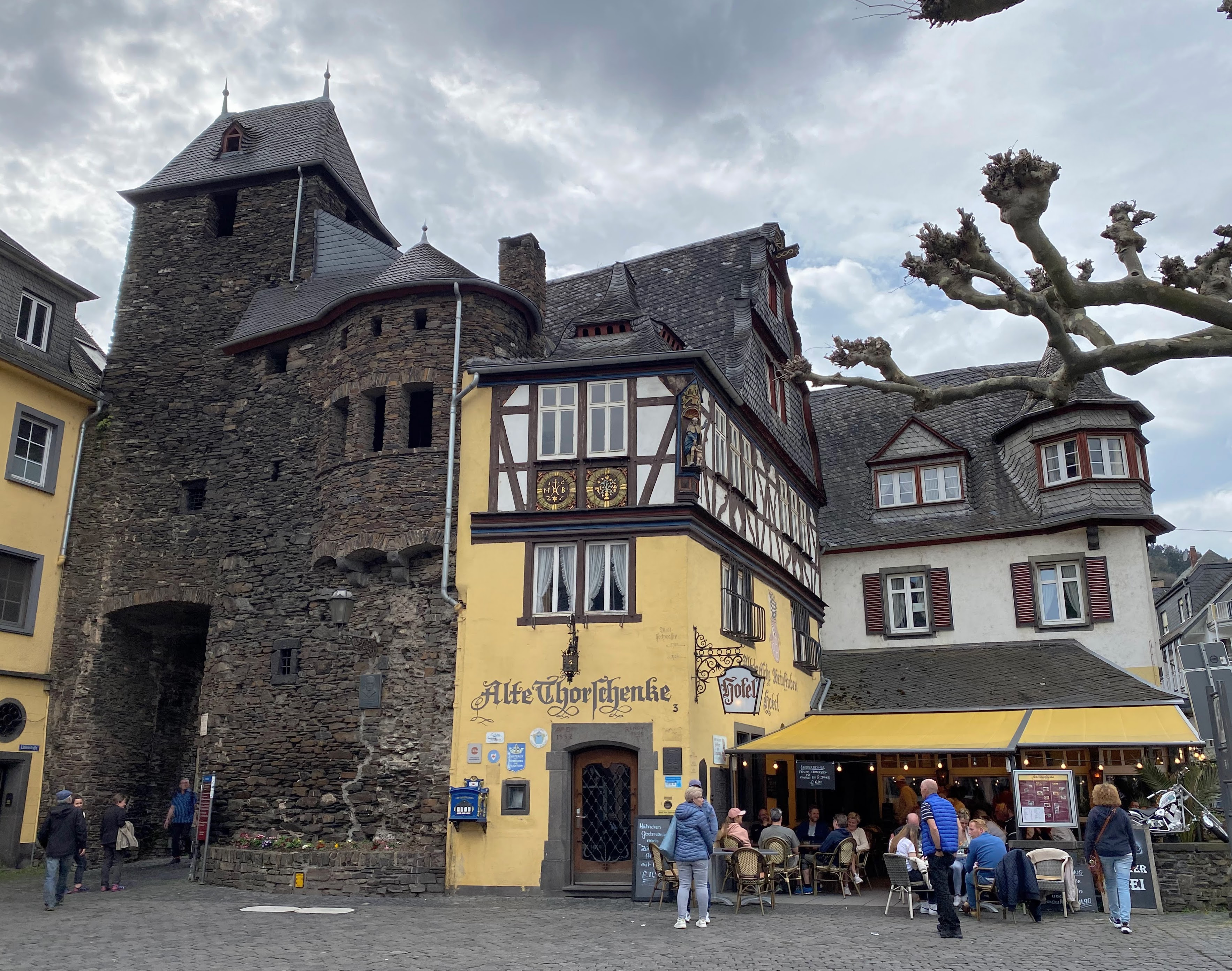
Enderttor mit Torschenke

Das Enderttor ist das mächtigste der neben dem Martinstor und dem Balduinstor drei noch erhaltenen Stadttore der Kreisstadt Cochem. Es befindet sich im Norden der Stadt am Stadtausgang zum Enderttal.

## Historie des Stadttores
Das Tor wurde im Jahr 1352 von Kurfürst Balduin errichtet. Es diente als nördlicher Durchgang der Stadtmauer. Das Enderttor schirmte die Stadt vor Angriffen aus dem Enderttal ab. Es war unter Reisenden sehr bekannt, da sich die Fahrgäste der Postkutschen nach Köln und Frankfurt hier bzw. vor der benachbarten Torschenke zur Abreise versammelten. Zeitweilig diente das Enderttor als Stadtgefängnis Cochems.
Das Tor ist noch vollständig erhalten. Außerdem existiert das dazugehörende Torwärterhäuschen. Heute befindet es sich im Bereich der belebten Fußgängerzone der Stadt.

## Sage um das Enderttor
Um das Enderttor rankt sich eine Sage. Nach ihr sollen Soldaten des sich auf dem Rückzug befindlichen Ritters Franz von Sickingen versucht haben, die Stadt Cochem zu stürmen. Die Bürger hielten ihre Stadttore aber fest verschlossen und die Angreifer lagerten auf den Wiesen des Enderttales. Die Bürger überlegten, welche Taktik sie verwenden konnten, um die drohende Erstürmung und Plünderung der Stadt zu verhindern. Sie brachten alle verfügbaren leeren Weinfässer in den Innenhof des Enderttores. Als die Angreifer das Tor aufbrachen, rollten ihnen große Mengen schwerer Weinfässer entgegen. Viele Soldaten wurden verletzt. Als sie erkannten, dass sämtliche Fässer leer waren, zogen sie sich zurück, da sie erwarteten, dass in einer Stadt mit leeren Weinfässern keine Beute zu machen ist.